# 흥위위
흥위위(興威衛)는 고려시대 중앙군의 조직 가운데 하나로서 이군육위 중 세 번째 군단이었다.

## 내용
좌우위·신호위와 함께 3위라 불려 다른 3위와 구별한 듯하며, 나머지 5위와 함께 995년(성종 14)에 정비된 것으로 추정된다. 이 3위의 군사 수는 32령(領), 3만2000명으로 전체 중앙군의 70% 이상을 차지하고 있는데, 흥위위는 보승(保勝) 7령, 정용 5령, 도합 12령, 1만2000명의 병력을 보유하고 있다.
문종 때를 기준으로 하면 상장군 1인을 최고사령관으로 하여 대장군 1인, 장군 12인, 중랑장 24인, 낭장 60인, 장사 1인, 별장 60인, 녹사 2인, 산원 60인, 위 240인, 대정 480인으로 편제되어 전군에 있어 좌우위 다음가는 대군단이다.
좌우위·신호위와 더불어 왕의 행차에 대한 호가(扈駕), 외국사신의 송영 등을 비롯하여 국가의 여러 행사에 참여하였으며, 출정과 방수의 임무를 담당한 고려의 국방상비군이다. 평상시에는 변경에 교대로 출동하였으며, 5군이라는 특수편제가 이루어지게 되면 여기에 소속되었다.
한편, 전투가 없는 평상시에는 군사훈련이나 방수를 위한 출동을 제외하고는 늘 토목공사에 동원되었다. 정용과 보승의 구별은 마군과 보군의 병종별(兵種別) 구분으로 생각되고 있다. → 육위

## 참고 문헌
- 『고려사(高麗史)』